# Provident
A Provident Pénzügyi Zrt., vagy röviden Provident a londoni tőzsdén jegyzett International Personal Finance magyar leányvállalata. A magyar Providentet a brit Provident Financial hozta létre 2001-ben, azonban a cégnek 2007 óta nincs kötődése a szigetországi Providenthez. A pénzügyi szolgáltató elsősorban hitelezéssel foglalkozik, azon belül pedig főként a kis összegű személyi kölcsönökre specializálta magát. Emellett a cég biztosítási termékeket is értékesít.

## Története

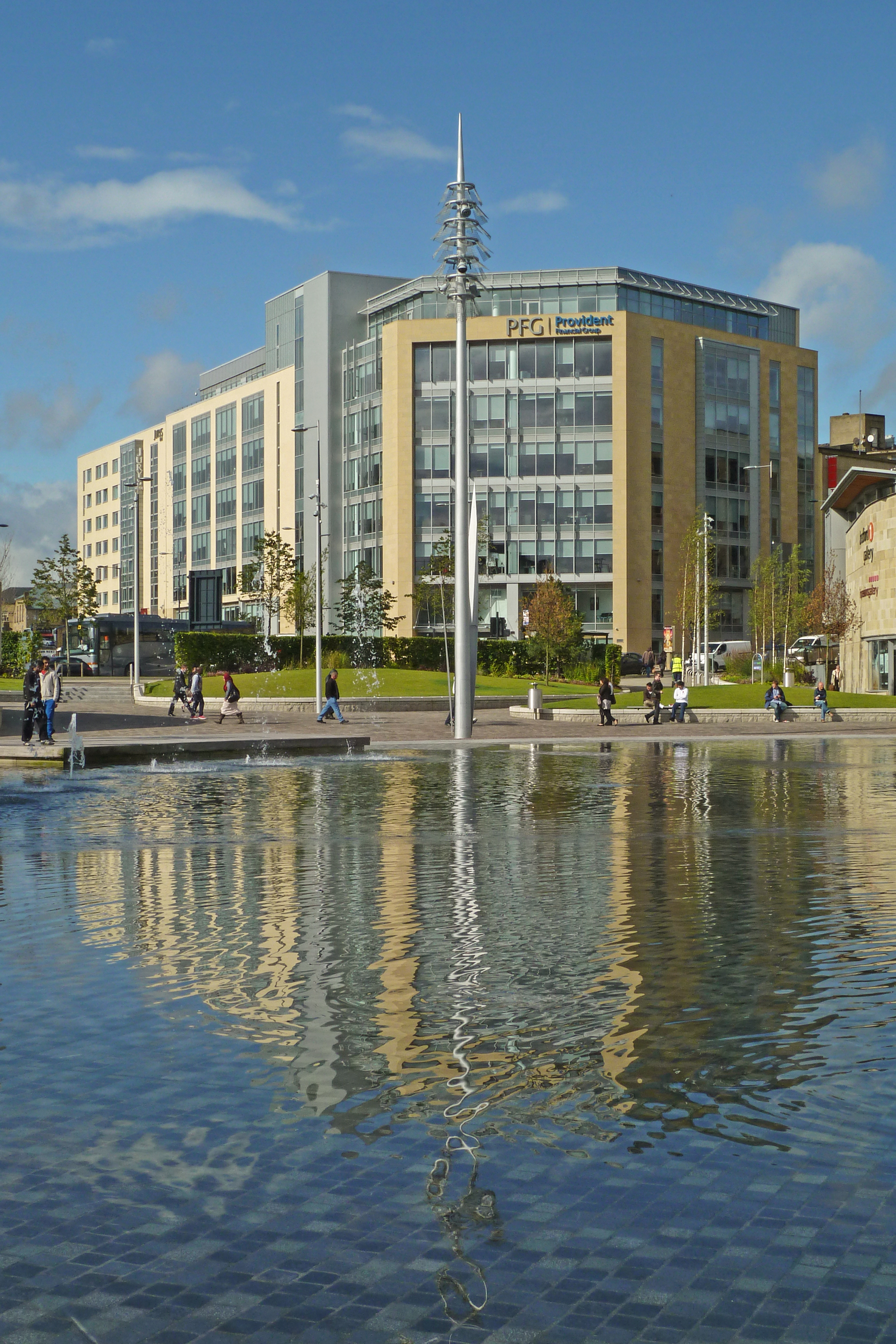
A Provident Financial központja a West Yorkshire beli Bradfordban (Egyesült Királyság)

A Provident Financial 1880-ban alakult meg az Egyesült Királyságban, a West Yorkshire-beli Bradfordban. 1997-ben kezdett nemzetközi terjeszkedésbe, és alapította meg első Nagy-Britannián kívüli leányvállalatait Lengyelországban és Csehországban. A cég 2001 májusában kezdte meg magyarországi működését Provident Pénzügyi Zrt. néven, Provident kereskedelmi márkanévvel. 2007-ben a Provident Financial az összes nemzetközi befektetését International Personal Finance néven egyetlen holdingvállalatba szervezte, ami átvette Provident Financialtól a magyar cég tulajdonjogát is.
2001-től a 2008-ban kirobbant gazdasági világválságig a bankok, pénzügyi vállalkozások, illetve köztük a Provident is gyakran kellő alaposságú hitelbírálat nélkül helyeztek ki hiteleket, emellett a magyar polgárok gazdasági és pénzügyi ismeretei, tapasztalatai nem érték el azt a szintet, hogy az egyre szélesedő pénzügyi termékpalettán eligazodva megalapozott pénzügyi döntéseket hozhassanak, emiatt ügyfélként túlzott mértékben vettek fel kölcsönöket.
A gazdasági világválság reflektorfénybe emelte ezeket a problémákat, valamint azt, hogy a nem banki jellegű pénzügyi vállalatok a banki kölcsönökhöz képest magas teljes hiteldíjmutatóval (THM) hiteleztek. A Provident legmagasabb THM-ű hitele 2009-ben 405% volt.
2009-ben elsősorban a Providentet tették meg bűnbaknak a magyarországi hitelválságért, noha a többi hitelintézet és a bankok is hasonlóképp tevékenykedtek. Országszerte több tüntetést is szerveztek a cég ellen, illetve még „Antiprovident Akciócsoport” is alakult, melynek Karsai József volt MSZP-s országgyűlési képviselő, Battonya akkori polgármestere állt az élére, karöltve a később több politikai botrányba is keveredő Mali Zoltánnal, Drávapiski akkori polgármesterével. A 2009. február 16-ára meghirdetett tüntetésen végül mindössze 20 demonstráló gyűlt össze, azonban a szervezők előzetes sajtónyilatkozatai negatívan érintették a Provident reputációját.
Részben a banki devizahitel válság okozta társadalmi krízis nyomán, részben pedig néhány, ekkoriban nagy nyilvánosságot kapott, ám a Providenthez nem köthető uzsoraügy miatt a második Gyurcsány-kormány törvényt hozott az uzsoratevékenység ellen, egyúttal kezdetét vette a magyar pénzügyi szektor átfogó, jórészt európai uniós alapelveken nyugvó, korszerű fogyasztóvádelmi szabályozása. A fejlődő jogszabályi környezetben a Provident termékeinek THM mutatói is csökkenhettek, előbb 90% körülre, majd a 2012-ben a második Orbán-kormány által bevezetett THM-plafon eredményeként 45% körülre. A 2018-ban hatályos THM plafon alapja a mindenkori jegybanki alapkamat plusz 24%, melynek a Provident termékei megfelelnek.
2012-ben a Gazdasági Versenyhivatal a cég egyik reklámját a fogyasztók számára megtévesztőnek ítélte, amiért bírságot szabott ki.
A Provident a pénzügyi válság ellenére is mindvégig növekedni tudott, illetve megőrizte és bebiztosította vezető helyét a személyi kölcsönök piacán, részben azért, mert sohasem hitelezett devizában.